# Chris Daugherty
Chris Daugherty (nacido en 29 de agosto de 1970 en West Jefferson, Ohio) es el ganador de Survivor: Vanuatu el programa en el cual ganó $ 1.000.000 el 12 de diciembre del 2004. También ganó el título de "Sole Survivor" o "sobreviviente único", y fue el primer concursante masculino, en dos años. Él es también el más popular concursante de la CBS. Jeff Probst le considera uno de los más importantes ganadores de Survivor.

## Survivor: Vanuatu
Como parte de los tribu Lopevi, Chris estuvo en peligro de ser eliminado del juego en el primer desafío de inmunidad. Chris no pudo cruzar la viga de equilibrio en el desafío, que dio lugar a la victoria de todas las mujeres de la tribu Yasur. Los miembros atléticos de la tribu Lopevi hacen una campaña para que Chris fuera el primero en irse, pero Chris logró formar una alianza de hombres No atléticos o Gordos, que se denimino entre los atléticos "Los 5 Gordos", compuesto por Chris, Travis Sampson, Rory Freeman, Chad Crittenden y Dirigida por Lea "Sargento" Masters. Esta alianza controló por los números a los atléticos, y la votación de Brook Geraghty en el primer consejo tribal salvó de la eliminación a Chris gracias a su alianza. Lopevi ganó la inmunidad en el segundo episodio.
En el episodio 3, ambas tribus fueron informadas de que las dos se ivan al consejo tribal. Cuando John Kenney ganó la inmunidad individual, "Los 5 Gordos" votaron por John Palyok y fue eliminado. Cuando Lopevi perdido la inmunidad en el próximo episodio, la alianza, una vez más, eliminó a otro de los atletas, Brady Finta. En el episodio 5, se izo la ezcla de Yasur y Lopevi, como resultado, "Los 5 gordos" perdieron a Travis y Rory porque fueron enviados a Yasur y llegaron dos mujeres a Lopevi, Twila Tanner y Julie Berry. Esta nueva tribu Lopevi logró ganar los dos próximos retos de inmunidad. Esto, sin embargo, significó la pérdida de Travis porque las mujeres de Yasur votaron él ya que había intentado comunicarse con Chris en un desafío. Cuando Lopevi perdió la inmunidad en Episodio 7, Chris, Lea "Sargento", y Chad hicieron un trato con Twila y Julie para votar con el último atlético que quedaba, John Kenney.
John había confiado en Chris para votar por Chad pero Chris prefirió votar contra John.
Cuando solo quedaban 10 concursantes, las dos tribus se fusionaron en una sola, Alinta. Chris, Chad y Lea "Sargento" se reunieron con Rory como antiguo aliado. Esta alianza de cuatro hombres incluido a Chris creen que Twila y Julie son parte con ellos. Sin embargo, Twila y Julie se sumaron a las antiguas aliadas Ami Cusack, Leann Slaby, Scout Cloud Lee y Eliza Orlins a votar afuera a Rory, cuando Lea "Sargento" ganó la inmunidad. La alianza femenina de 6 entonces se dirigen a "Sargento" en la próxima votación para votarlo afuera, incluso con Chris emiten un voto para eliminar a Sargento, para que las mujeres supieran que era un jugador de equipo. En la eliminación 8, la alianza de mujeres sigue, una vez más, y votaron a Chad, Chris esta vez ayudó a Chad para que no fuera eliminado y votaron por Eliza pero no pudieron evitar la eliminación de Chad. 
Cuando quedaban 7 concursantes, parecía que Chris era próximo en la fila de la eliminación, ya que era el único superviviente masculino. Sin embargo, El rendimiento, la determinación en el desafío de inmunidad de Chris y la tristeza de su esposa, causan que Ami quiera romper su alianza para mantener Chris en el juego una semana más y votar contra Eliza. Pero Twila y Scout, no satisfechas con sus posiciones en el juego, hacen un nuevo plan. Juntas propusieron a Chris una nueva alianza. Chris, Twila y Scout lograron atraer a Eliza a la alianza diciéndole la verdad que Ami, Leann y Julie ivan a votar por ella y que creían que también lo harían ellos, que por eso debía unirse a ellos, pero en realidad no querían ayudar a Eliza solo la estaban usando para tener ventaja y dominar el juego.Leann resultó eliminada del juego por esta alianza ya que Ami tenía la inmunidad y Leann era la aliada más cercana.
Cuando solo quedaban los últimos 6 concursantes, Ami, a sabiendas de que sus días estaban contados, trató de convencer una vez más a Eliza a unirse a una alianza con ella y Julie en contra de Chris, Twila y Scout. A pesar de eso, Eliza tenía miedo de que un empate la hiciera salir del juego y siguió con su alianza con Chris, Twila y Scout, Así que permanecieron fuertes y votaron por Ami como la próxima eliminada.Cuando quedaban 5 concursantes, Chris hizo un acuerdo con Julie y Eliza para votar en contra de Twila. Sin embargo, en el Consejo Tribal, Chris sigue del lado de Twila y Scout, una vez más, a votar a Julie, porque ella era demasiado apreciada por el jurado en el que predominaban las mujeres, además porque ella había traicionado la alianza de la fusión por la votación de Rory, porque engaño a Twila diciendo que a ella le habían propuesto los hombres que quedaría para la fusión, para confundirla, Todo a pesar de los intentos de Julie por caerle bien a Chris hasta el punto de llevarlo como acompañante de la recompensa y a pesar de que Chris le decía hermanita.
En el último episodio en el que quedaban 4, Chris logró convencer a Eliza que se encontraba en una alianza con ella, y que voto por Julie por lo que había hecho en lopevi.A pesar de su evidente alianza con Twila y Scout. Chris decidió que era demasiado riesgo votar por Twila por su futuro ya que en ese momento había ganado inmunidad, y dio su voto para eliminar a Eliza sin mucha reocupación. Después, Chris logró ganar una vez más la inmunidad, el logro de él un lugar en la final.Los comentarios de Scout en el desafío llevaron a Chris a creer que Twila no hubiera sido fiel a él si no hubiera ganado la inmunidad. Chris enfrenta Scout acerca de la cuestión, y Scout dice que no tiene una alianza con Twila para llegar a los últimos 2 con la esperanza de que Chris eligiera su lugar en vez del de twila. Satisfecho, Chris votó y eliminó a Scout.Twila se une a él para la final. 
En la final, Chris venció a Twila Tanner en una votación 5-2 para convertirse en el único sobreviviente. Obtuvo los votos de Lea "Sargento" Masters, Chad Crittenden, Leann Slaby, Julie Berry y Eliza Orlins y sólo perdió los votos de Scout Cloud Lee y Ami Cusack. Muchos de sus votos procedían de los miembros del jurado que son capaces de mirar su pasado de género y reconocen su fuerte juego contra el impopular y controvertido de Twila, lo que se ha hecho totalmente consciente de que Twila hizo muchos enemigos en el juego.

## Matrimonio
Chris se casó un domingo, 13 de febrero del 2005, con su novia Lorie Groves quien hizo una breve aparición en el segmento del show "visita familiar") en el Victory Lane en Daytona International Speedway.
Chris se acordó: "No pase la oportunidad de casarme en Daytona, especialmente en la Victoria Lane. Se trata una vez más de una oportunidad en la vida.".